# St. Remigius (Dohm)

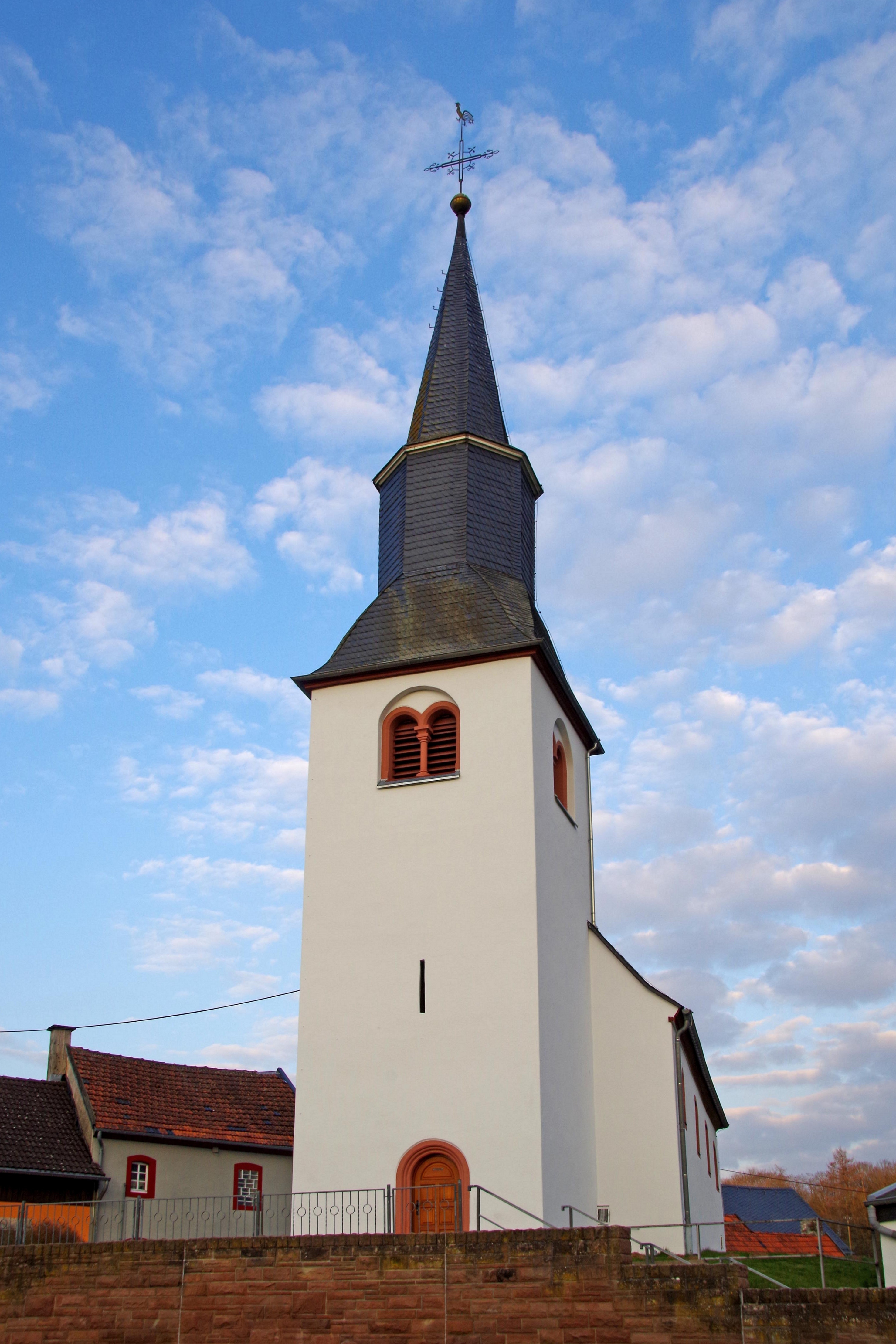
St. Remigius

Die Kirche St. Remigius ist eine römisch-katholische Kirche in Dohm-Lammersdorf (Ortsteil Dohm) im Landkreis Vulkaneifel in Rheinland-Pfalz. Sie ist Filialkirche der Pfarrei Niederbettingen in der Pfarreiengemeinschaft Hillesheim im Bistum Trier.

## Geschichte
Die Kirche St. Remigius (nach Remigius von Reims) wurde 1670 erstmals bezeugt. Der heutige Saalbau stammt überwiegend aus dem 18. Jahrhundert, der Turm von 1862. Das Außenportal ist neugotisch.

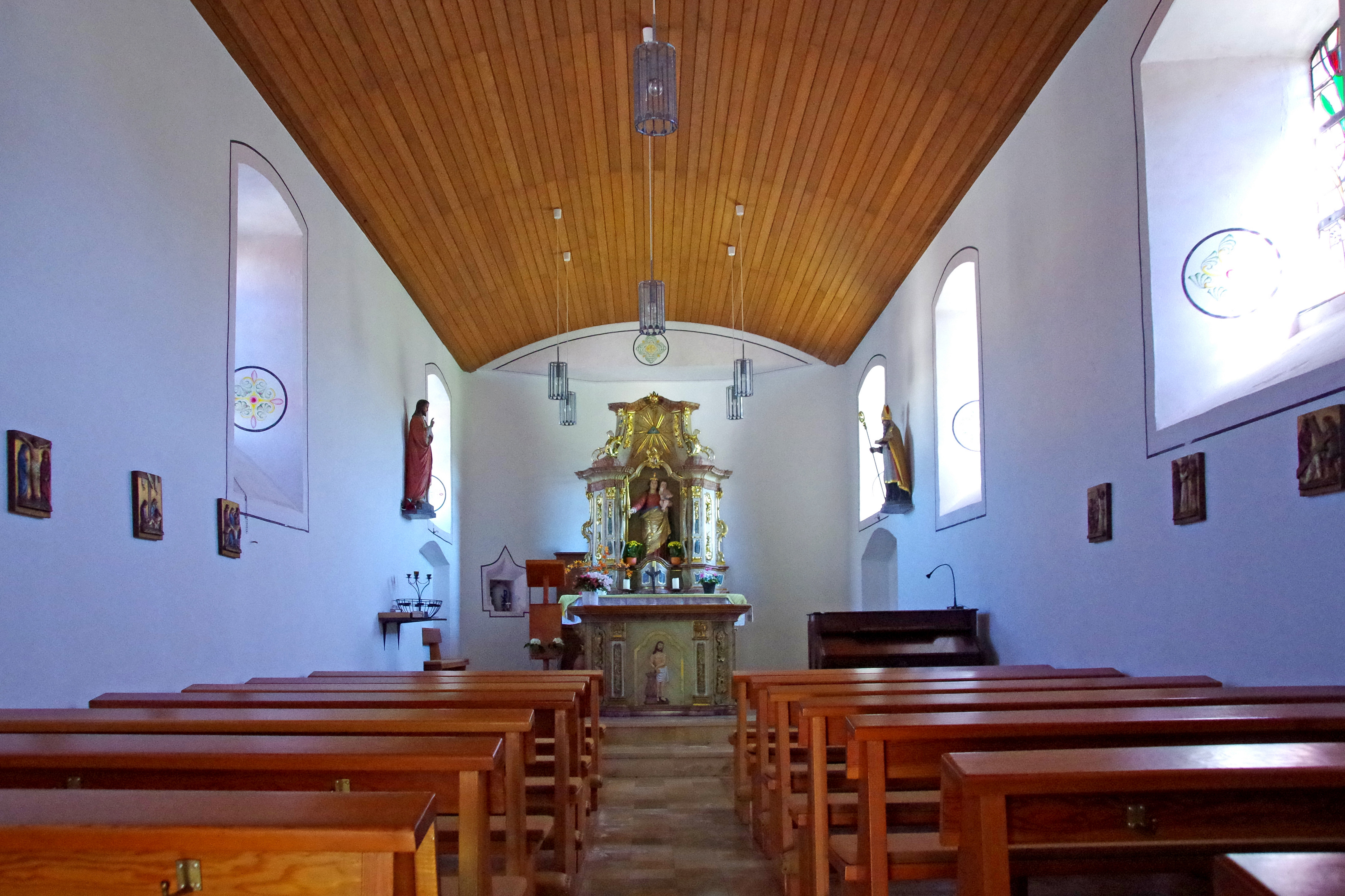
Innenraum

## Ausstattung
Die Kirche verfügt über einen Rokokoaltar mit der Figur der Muttergottes mit Kind, ferner über Figuren der heiligen Remigius und Rochus aus dem 17. Jahrhundert.